# Skalunda
Skalunda is een dorp in Västergötland in Zweden.
Bij de kerk zijn twee runenstenen en westelijk van de kerk ligt de Skalunda hög (grafheuvel van Skalunda), een historische grafheuvel. Hög komt van het Oudnoordse haugr, wat heuvel betekent. Ongeveer 300 meter ten zuidoosten van de kerk is een andere grafheuvel genaamd Kung Sjolms hög. Deze heuvel is 25 meter in diameter en 2,5 meter hoog.

## Skalunda hög
De Skalunda hög is de grootste grafheuvel in Vastergötland en een van de grootste grafheuvels in Scandinavië. De diameter van de grafheuvel is 65 meter en de heuvel is 7 meter hoog. Naast de grafheuvel ligt een steencirkel. Dit wijst erop dat Skalunda in de ijzertijd een belangrijke plaats was. Skalunda was een van de acht koninklijke hoven in Vastgötland in de middeleeuwen. De namen Lagmansgården en Lagmanstorp wijzen erop dat de wetsprekers van de Gauten in Skalunda verbleven.
Volgens Birger Nerman, een professor in de archeologie en directeur van Historiska museet, is Skalunda hög de begraafplaats van Beowulf. Skalunda ligt niet ver van Årnäs, wat onder de naam Earnaness de plaats is waar Beowulf stierf in het epos Beowulf.